# Райлів
Ра́йлів — село в Україні, у Стрийському районі Львівської області. Населення становить 325 осіб. Орган місцевого самоврядування — Стрийська міська територіальна громада.

## Географія
У селі 100 дворів та дві вулиці — вулиця Миру та Заводська. У 2011 році здійснювались спроби перейменування вулиці Миру на вулицю Нахтігаль за ініціативи депутата Стрийської райради від ВО «Свобода» Мар'яна Берездецького. Голова Нежухівської сільської ради Михайло Яхван наклав вето на це рішення.

## Населення

### Мова
Розподіл населення за рідною мовою за даними перепису 2001 року:
| Мова            | Кількість | Відсоток |
| --------------- | --------- | -------- |
| українська      | 297       | 98.67%   |
| російська       | 3         | 1.00%    |
| інші/не вказали | 1         | 0.33%    |
| Усього          | 301       | 100%     |

## Економіка
У селі є підприємство з виробництва цегли, черепиці та інших будівельних матеріалів з випаленої глини.

## Політика

### Парламентські вибори, 2019
На позачергових парламентських виборах 2019 року у селі функціонувала окрема виборча дільниця № 461481, розташована у приміщенні цегельного заводу.
Результати
- зареєстрований 271 виборець, явка 66,05 %, найбільше голосів віддано за партію «Голос» — 24,58 %, за «Слугу народу» — 24,02 %, за всеукраїнське об'єднання «Свобода» — 15,64 %.[5] В одномандатному окрузі найбільше голосів отримав Андрій Гергерт (Всеукраїнське об'єднання «Свобода») — 33,15 %, за Володимира Наконечного (Слуга народу) — 15,17 %, за Андрія Кота (самовисування) — 12,36 %[6].

## Релігія
У селі розташована Церква святих апостолів Петра і Павла Добрянського деканату Стрийської єпархії УГКЦ.
У серпні 2016 року через село пройшла проща «Самбір — Зарваниця».

## Персоналії
- Паращишин Володимир Миколайович (24.01.1974—19.07.2023) — український військовослужбовець, учасник російсько-української війни, молодший сержант, командир протитанкового відділення взводу вогневої підтримки І штурмової роти батальйону «Вовки Да Вінчі».